# Олімпіодор Молодший
Олімпіодо́р Молодший (дав.-гр. Ὀλύμπιόδωρος ὁ Νεώτερος; 495—570) — філософ-неоплатонік, представник Олександрійської школи неоплатонізму, учень Аммонія Гермія.
Олімпіодор — останній філософ язичницької традиції неоплатонізму в Олександрії; після його смерті Олександрійська школа перейшла до християнських арістотелістів і згодом була перенесена до Константинополя. Олімпіодор очолив школу в 520 р, після смерті вчителя; незважаючи на указ імператора Юстиніана (529 р,), за яким були закриті майже всі язичницькі філософські школи, продовжував викладати і писати як мінімум до 565 р. (в своєму коментарі до «Метеорології» Аристотеля він згадує комету, що з'являлася в цьому році). Це виявилося можливим в основному завдяки тому, що Олександрійська школа мала більш формально-навчальний характер (аніж, наприклад, Платонівська Академія в Афінах) і утримувалася від участі в політичному житті.

## Катарсис
Олімпіодору належить оригінальна думка про катарсис, характерна загальноантичній традиції з точки зору розуміння Аристотеля (в коментарі до «Алкивіада I» Платона). Олімпіодор розрізняє «нефілософський» і «філософський» катарсиси.
Нефілософській катарсис може бути процесом отримання істини в результаті критики чи спростування помилкового. Філософський катарсис — це катарсис, який застосовується до психічного життя і дає можливість переходити від нижчих його станів до вищих.
У філософському катарсисі Олімпіодор розрізняє три типи очищення.
1. Перший тип, «сократо-платонівське», являє собою критику понять приватних, обивательських (тобто звичайних, випадкових, невірних) для отримання таких загальних понять, які є мірами істини (і спотворенням яких є поняття приватні, обивательські).
2. Другий тип ґрунтується на розумінні катарсису як лікуванні хворобливих станів (у Гіппократа таке лікування розуміється медично, у Аристотеля — психологічно). Цей тип катарсису заснований на лікуванні хвороби такими засобами, які є протилежними даній хворобі.
3. Третій тип протилежний другому і називається у Олімпіодора піфагорейским. Тут також йдеться про лікування хворобливих станів, але лікування розуміється як використання в малій дозі тієї хвороби, яка існує у великій дозі.

У міркуваннях Олімпіодора відсутнє ноологічне розуміння катарсису, як це слід було б очікувати від неоплатоніка. Але коментований Олімпіодором діалог «Алківіад I» присвячений не катарсису, а  софросині  (розсудливості, творенню добра), і про власне Космос у ньому не йдеться.

## Твори
Збереглися такі твори Олімпіодора:
- «Життя Платона»
- Коментарі до «Алкивіада» Платона
- Коментарі до «Горгія» Платона
- Коментарі до «Федона» Платона
- Введення до «Логіки» Аристотеля
- Коментарі до «Метеорології» Аристотеля
- Коментарі до "Категорії Арістотеля

Олімпіодору також приписуються твори:
- Коментарі до «Філеба» Платона; сьогодні вважається, що робота належить Дамаскію
- Алхімічний трактат по роботі Зосима Панополісского «Про енергію»

У працях Олімпіодора зустрічаються відомості про Ямвліха.